# Смегма
Смегма (на гръцки: σμήγμα – кожна мазнина) е смес от секрета на мастните жлези на главичката на пениса или клитора, мъртви клетки от епителната тъкан и влага, която при недостатъчна хигиена на половите органи се натрупва и след време става видима с просто око.
Смегмата има белезникав цвят и остър неприятен мирис. Образуването на смегма е присъщо на всички млекопитаещи. В нея бързо се размножават безвредни за организма бактерии.